# Hydrometra consimilis
Hydrometra consimilis är en insektsart som beskrevs av Barber 1923. Hydrometra consimilis ingår i släktet Hydrometra och familjen vattenmätare. Inga underarter finns listade i Catalogue of Life.